# Sven Arne Swedberg
Sven Arne Swedberg, född den 1 juni 1894 i Hosjö församling, Kopparbergs län, död den 15 januari 1981 i Karlstad, var en svensk ämbetsman.
Swedberg avlade studentexamen i Falun 1913 och juris kandidatexamen vid Uppsala universitet 1919. Han genomförde tingstjänstgöring 1919–1923. Swedberg blev länsnotarie i Västernorrlands län 1924 och länsassessor där 1932. Han var landssekreterare i Västerbottens län 1940–1948 och i Värmlands län 1948–1961. Swedberg blev riddare av Vasaorden 1941 och av Nordstjärneorden 1943 samt kommendör av andra klassen av sistnämnda orden 1950. Han vilar på Hosjö kyrkogård.